# Liste der geschützten Landschaftsbestandteile im Landkreis Aschaffenburg
Im Landkreis Aschaffenburg gab es im Dezember 2023 40 ausgewiesene geschützte Landschaftsbestandteile.

## Liste der geschützten Landschaftsbestandteile im Landkreis Aschaffenburg
| Tal der Feldkahl westlich Feldkahl                 |    | LB-01626, 671L0043 | Hösbach                                                                                 | ⊙ | 2,6  | 2009          |
| Schwanensee                                        |    | LB-01627, 671L0047 | Kleinostheim                                                                            | ⊙ | 6,6  | 2009          |
| Steinbruch im Golfplatz, OT Feldkahl               |    | LB-01240, 671L0031 | Hösbach                                                                                 | ⊙ | 1,4  |               |
| Alte Bahnlinie, OT Pflaumheim, Wenigumstadt        |    | LB-01241, 671L0028 | Großostheim                                                                             | ⊙ | 13,1 |               |
| Afferbachtal                                       |    | LB-01243, 671L0030 | Goldbach                                                                                | ⊙ | 10,1 |               |
| Betterich (Stauteich mit Schilfbestand)            |    | LB-01244, 671L0029 | Großostheim                                                                             | ⊙ | 1    | 1995          |
| Große Äcker Nord                                   |    | LB-01246, 671L0027 | Waldaschaff                                                                             | ⊙ | 0,5  |               |
| Kleine und große Hochshohle                        |    | LB-01248, 671L0003 | Großostheim                                                                             | ⊙ | 2,1  |               |
| Steinhauershohle                                   |    | LB-01249, 671L0004 | Großostheim                                                                             | ⊙ | 1,1  |               |
| Kirschenhohle                                      | BW | LB-01250, 671L0005 | Großostheim                                                                             | ⊙ | 0,5  |               |
| Hamstergraben (ehem. Hohlweg)                      | BW | LB-01251, 671L0006 | Großostheim                                                                             | ⊙ | 0,5  |               |
| Sprenkenhohle                                      |    | LB-01252, 671L0007 | Großostheim                                                                             | ⊙ | 1,8  |               |
| Weiher mit umgebendem Baumbewuchs                  | BW | LB-01253, 671L0008 | Heinrichsthal                                                                           | ⊙ | 0,5  |               |
| Schilfröhrichtgürtel an der Kahl                   | BW | LB-01254, 671L0009 | Kleinkahl                                                                               | ⊙ | 5,1  |               |
| Feuchtgebiet „Hundsgrund“                          | BW | LB-01255, 671L0010 | Kleinkahl                                                                               | ⊙ | 1,4  |               |
| Feuchtgebiet im Kalmus                             | BW | LB-01257, 671L0012 | Krombach                                                                                | ⊙ | 0,3  |               |
| Bauersberger Hohle                                 | BW | LB-01258, 671L0013 | Mömbris                                                                                 | ⊙ | 0,2  |               |
| Dünkelshohlweg                                     | BW | LB-01259, 671L0016 | Schöllkrippen                                                                           | ⊙ | 2,1  |               |
| Schmerhohle                                        |    | LB-01260, 671L0017 | Schöllkrippen                                                                           | ⊙ | 1,0  |               |
| Wiese am Fuße des Hohen Berges – Storchsland       | BW | LB-01262, 671L0019 | Westerngrund                                                                            | ⊙ | 2,9  |               |
| Schwarzkiefernbestand und Hohlenbewuchs            |    | LB-01264, 671L0021 | Wiesen                                                                                  | ⊙ | 1,7  |               |
| Säuhohle                                           |    | LB-01265, 671L0022 | Sailauf                                                                                 | ⊙ | 0,4  |               |
| Baum- und Strauchbewuchs an einer Steilböschung    |    | LB-01266, 671L0023 | Bessenbach                                                                              | ⊙ | 0,1  |               |
| Hohlweg im Scheibenrain                            | BW | LB-01267. 671L0024 | Mömbris                                                                                 | ⊙ | 0,8  |               |
| Kahlaue zwischen Alzenau und Kahl am Main          | BW | LB-01268, 671L0025 | Alzenau, Kahl                                                                           | ⊙ | 50,1 | 21. Aug. 1987 |
| Kahlaue bei Königshofen und Blankenbach            | BW | 671L0042           | Königshofen, Blankenbach                                                                | ⊙ |      |               |
| Alter Steinbruch                                   | BW | LB-01269, 671L0026 | Sommerkahl                                                                              | ⊙ | 3,9  |               |
| Forchbach (Schilfröhricht und Wiesen am Forchbach) |    | LB-01424, 671L0033 | Karlstein                                                                               | ⊙ | 23,6 |               |
| Sandrasen am Jüdischen Friedhof                    | BW | LB-01428, 671L0034 | Alzenau                                                                                 | ⊙ | 2,1  |               |
| Aufgelassene Kiesgrube bei Wasserlos               | BW | LB-01429, 671L0035 | Alzenau                                                                                 | ⊙ | 7,2  |               |
| Auwald bei Dettingen                               |    | LB-01430, 671L0036 | Karlstein                                                                               | ⊙ | 5,4  |               |
| Hohlweg nördlich Kälberau                          | BW | LB-01433, 671L0039 | Alzenau                                                                                 | ⊙ | 0,7  |               |
| Kahlaue nördlich Schöllkrippen                     | BW | LB-01435, 671L0040 | Alzenau                                                                                 | ⊙ | 5,2  |               |
| Zwei Winterlinden in Hösbach-Bahnhof               |    | LB-01242, 671L0032 | Hösbach                                                                                 | ⊙ |      |               |
| Stieleiche                                         | BW | LB-01247, 671L0002 | Geiselbach                                                                              | ⊙ |      |               |
| Winterlinde auf dem Anwesen Hanauer Str. 34        |    | LB-01256, 671L0011 | Kleinostheim                                                                            | ⊙ |      |               |
| Stieleiche im Mittelthal                           |    | LB-01261, 671L0018 | Waldaschaff                                                                             | ⊙ |      |               |
| Stieleiche am Dammbach                             | BW | LB-01263, 671L0020 | Dammbach                                                                                | ⊙ |      |               |
| Lesesteinwälle im Weinberg                         | BW | 671L0038           | Alzenau                                                                                 | ⊙ | 0,36 | 24. Juli 2015 |
| Röderbachtal                                       |    | LB-01421           | Verordnung von der Stadt Aschaffenburg erlassen, erstreckt sich jedoch in den Landkreis | ⊙ | 34,8 | 1996          |
| Legende für Geschützter Landschaftsbestandteil     |    |                    |                                                                                         |   |      |               |

### Stadt Aschaffenburg
- Liste der Naturschutzgebiete in der Stadt Aschaffenburg
- Liste der Landschaftsschutzgebiete in Aschaffenburg
- Liste der geschützten Landschaftsbestandteile in Aschaffenburg
- Liste der Naturdenkmäler in Aschaffenburg
- Liste der Geotope in Aschaffenburg

### Landkreis Aschaffenburg
- Liste der Naturschutzgebiete im Landkreis Aschaffenburg
- Liste der Landschaftsschutzgebiete im Landkreis Aschaffenburg
- Liste der FFH-Gebiete im Landkreis Aschaffenburg
- Liste der Naturdenkmäler im Landkreis Aschaffenburg
- Liste der Geotope im Landkreis Aschaffenburg